# Луговское (Красноярский край)
Луговское — посёлок в Большемуртинском районе Красноярского края. Входит в состав Раздольненского сельсовета.

## География
Посёлок находится в центральной части края, в подтаёжно-лесостепном районе лесостепной зоны, на левом берегу реки Енисей, на расстоянии приблизительно 44 км (по прямой) к северо-востоку от Большой Мурты, административного центра района. Абсолютная высота — 106 м над уровнем моря.
Климат
Климат характеризуется как резко континентальный, с продолжительной морозной зимой и коротким тёплым летом. Средняя температура воздуха самого тёплого месяца (июля) составляет 17,8 °C (абсолютный максимум — 38 °C); самого холодного (января) — −20,4 °C (абсолютный минимум — −60 °C). Среднегодовое количество атмосферных осадков составляет 350 мм. Снежный покров держится в течение 180 дней.

## Население
| 2010 |
| ---- |
| 131  |

Половой состав
По данным Всероссийской переписи населения 2010 года, в гендерной структуре населения мужчины составляли 48,9 %, женщины — соответственно 51,1 %.
Национальный состав
Согласно результатам переписи 2002 года, в национальной структуре населения русские составляли 93 % из 176 чел.

## Известные уроженцы
- Абрамов, Константин Иванович (1920—2001) — советский и российский библиотековед. Доктор педагогических наук. Заслуженный деятель науки РСФСР.